# Sendero Botánico de Soyaux
El Sendero botánico de Soyaux (en francés: Sentier botanique de Soyaux) es un arboreto y colección botánica distribuida en un sendero de unos 200 metros de longitud, de propiedad y administración municipal en Soyaux, departamento de Charente, Francia.
Está abierto a diario sin cargo alguno.

## Historia
Fue creado en el año 2000 a lo largo del remanente de una carretera rural existente que conectaba los barrios de Mothe a la rue du Bourg.
El municipio quiso hacer descubrir a los visitantes este lugar creando esta senda; se descubren los arbustos y sotobosque que se encuentra en la región a lo largo de las sendas peatonales.

## Colecciones botánicas
El sendero está plantado con 42 especies de árboles y arbustos de los que crecen en la región (32 caducifolios, 10 perennifolios).